# Aspergillose bronchopulmonaire allergique
 Mise en garde médicale
L'aspergillose bronchopulmonaire allergique, ou aspergillose bronchopulmonaire, ou syndrome de Henson Pepys, est une maladie allergique du poumon causée par une infection à un champignon du genre Aspergillus, le plus souvent Aspergillus fumigatus.
Dans la littérature médicale, la maladie est souvent abrégée ABPA (de l'anglais Allergic BronchoPulmonary Aspergillosis).

## Germes en cause
Aspergillus fumigatus est un champignon saprophyte du sol, très courant, et l'un de ceux relarguant le plus de spores dans l'air. Les spores, de 2 à 3 µm de diamètre, sont suffisamment petits pour progresser dans l'arbre respiratoire jusqu'aux alvéoles pulmonaires, et assez nombreux pour qu'un être humain en inhale plusieurs centaines par jour. Les spores sont normalement éliminées par le système immunitaire et ne sont pathogènes que dans certains cas.
Si tous les champignons du genre Aspergillus sont potentiellement pathogènes (notamment A. flavus, A. terreus, A. niger et A. nidulans), Aspergillus fumigatus est responsable de 90 % des infections pulmonaires chez l'humain. On en distingue plusieurs types : aspergillose bronchopulmonaire allergique, aspergillose invasive et aspergillome. Au contraire des infections diffuses comme l'aspergillose invasive et l'aspergillose bronchopulmonaire allergique, les aspergillomes sont une infection locale caractérisée par le développement du champignon dans une cavité. Les sinusites aspergillaires en sont une autre forme, où le champignon se développe dans la cavité naturelle d'un sinus de la face.

## Formes cliniques
On groupe sous le terme d'aspergillose bronchopulmonaire trois affections qui diffèrent par leurs tableaux cliniques.

### Bronchite aspergillaire mucomembraneuse
La bronchite mucomembraneuse représente le premier degré des localisations bronchopulmonaires de l'Aspergillus, celui qui permet le développement du champignon dans la lumière des bronches normales sans pénétration dans les tissus. La masse fongique agira comme un corps étranger entraînant des réactions irritatives de la muqueuse.

### Aspergillose bronchopulmonaire ectasique
Degré plus avancé de l'implantation de l'Aspergillus dans l'arbre bronchopulmonaire, l'aspergillose bronchopulmonaire ectasique aboutit à la formation d'importantes masses mycéliennes (aspergillomes) à l'intérieur de cavités perforées, bronchectasies, bulles d'emphysème ou cavernes tuberculeuses ouvertes. Ici encore, le champignon reste « extérieur » à l'organisme, sauf parfois dans les cas très anciens d'aspergillose cavernicole, où une légère infiltration de la paroi par des éléments mycéliens représenterait un début d'atteinte tissulaire.

### Pseudotuberculose aspergillaire
La pseudotuberculose aspergillaire est le résultat de l'implantation et du développement dans l'intimité du tissu pulmonaire d'aspergillus fumigatus. Il s'agit donc là d'une mycose profonde, organique, ce qui la différencie essentiellement des deux précédentes. Cette localisation semble, le plus souvent, secondaire au traitement chimiothérapique d'une tuberculose préexistante.

## Épidémiologie
L'estimation des cas de cette maladie est difficile, faute de critères standard permettant un diagnostic uniforme. La maladie se développe généralement à la suite d'autres affections chroniques du poumon, comme complication de l'asthme, d'une BPCO, ou de la mucoviscidose. Aux États-Unis, on estime qu'entre 0,5 et 2 % des patients asthmatiques en souffrent.

## Immunologie et pathologie
Il se produit à la fois une réponse de type I, atopique, et une réaction de type III.
Les anticorps générés provoquent une allergie aiguë de type I, réaction qui libère de l'immunoglobuline E (IgE) et de l'immunoglobuline G (IgG), ce qui a pour effet la dégranulation les mastocytes, une bronchoconstriction et une perméabilité capillaire augmentée. Les complexes immuns et cellules inflammées se déposent dans le mucus bronchique, ce qui provoque une nécrose des tissus et une infiltration éosinophile, une réaction de type III. Les dégâts qui en découlent sur la paroi des bronches provoquent une bronchectasie proximale. Des épisodes répétés de réactions aiguës qui n'ont pas été traitées peuvent avoir pour effet une fibrose pulmonaire progressive, qui apparaît souvent dans les zones supérieures des radiographies, sous une forme parfois similaire aux symptômes de la tuberculose.
Les principaux symptômes sont :
- Bronchospasmes ;
- Production accrue de mucus qui provoque l'obstruction des voies aériennes ;
- Bronchectasie.

## Diagnostic

### Symptômes
- Respiration pénible ;
- Toux ;
- Fièvre ;
- Malaises ;
- Pneumonies répétées (à éosinophiles, donc insensibles aux antibiotiques) ;
- Expectoration de glaires contenant des hyphes du champignon ;
- Aggravation (inexpliquée) de l'asthme ou des symptômes de la mucoviscidose.

### Observations et diagnostic
Une prise de sang chez un patient atteint révèle une éosinophilie de plus de 10 %, et un taux de sérum IgE de plus de 1 000 ng/ml.

#### Examen radiologique
Une radiographie frontale révèle certaines anomalies :
- Renforcement ou effondrement ;
- Des marques de l'épaississement des parois des bronches ;
- Ombres périphériques ;
- Indices d'une bronchectasie centrale.

L'examen de choix est le scanner du poumon, permettant de voir l'extension des lésions et surtout la présence du champignon, sous forme d'un « grelot » aspergillaire assez caractéristique.

#### Diagnostic mycologique
- Anticorps précipitant sur l'Aspergillus dans plus de 90 % des cas ;
- Immunoglobine (IgE) spécifique à l'Aspergillus (test RAST) ;
- Des piqûres épidermiques révèlent presque toujours une réaction allergique à Aspergillus fumigatus.

## Traitement
L'objectif du traitement est d'enrayer la réaction autoimmune provoquée par le champignon, afin de contrôler les bronchospasmes.
On utilise des corticostéroides par voie orale pour limiter la réaction immunitaire :
- Une haute dose de prednisolone ou de prednisone (30-45 mg par jour) si les attaques sont aiguës ;
- Une dose, plus faible, si elles sont espacées (5-10 mg par jour).

Les glaires peuvent être éliminés par aspiration bronchoscopique. Il est pratiquement impossible d'éradiquer le champignon, mais il arrive que l'itraconazole (combinée à un antifongique) soit utilisée en même temps que le traitement aux corticostéroïdes. Un suivi régulier de l'évolution de la maladie nécessite des radiographies, des spirométries, et une prise de sang pour déterminer le taux sérique d'IgE. Les niveaux d'anticorps diminuent généralement quand la maladie est sous contrôle, mais ils peuvent également exploser comme signes précurseurs d'une crise violente.